# كسلان جنوبي
كسلان جنوبي أو كسلان لينيوس (الاسم العلمي: Choloepus didactylus) (بالإنجليزية: Southern two-toed sloth )‏ هو نوع من الحيوانات يتبع جنس الكسلان ثنائي الأصابع من فصيلة عظيمات المخالب.

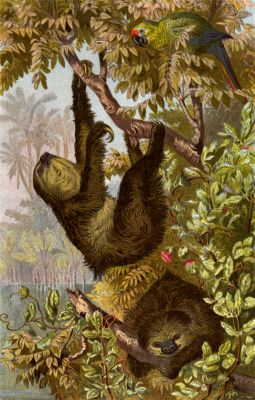
1883 painting
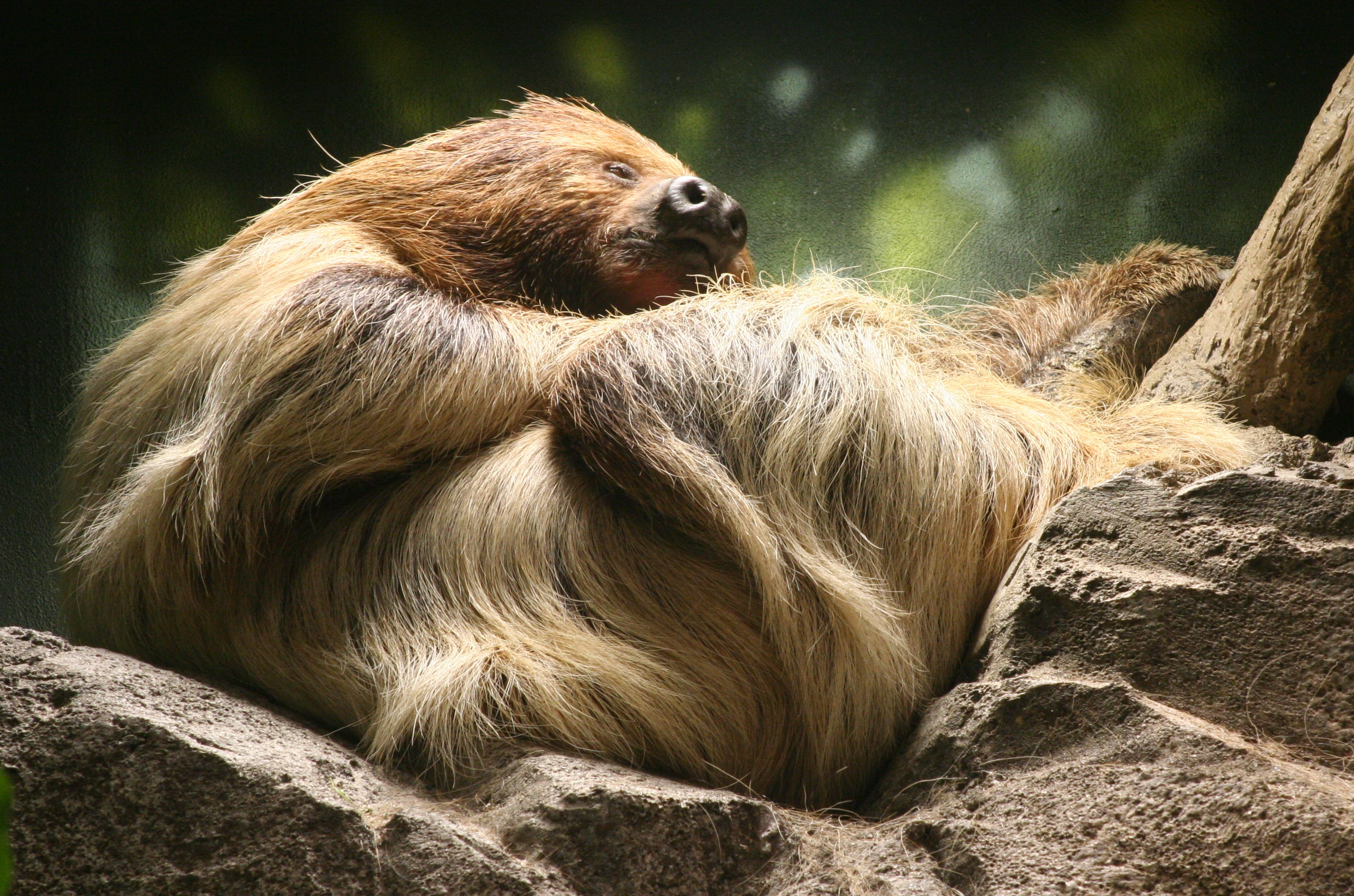
Choelopus didactylus at Buffalo Zoo